# Vestec (okres Nymburk)
Vestec je obec v okrese Nymburk ve Středočeském kraji. Leží devět kilometrů severovýchodně od Nymburka. Žije zde 349 obyvatel. Leží v katastrálním území Vestec nad Mrlinou o rozloze 744 hektarů.

## Historie
První písemná zmínka o obci pochází z roku 1383.
V obci Vestec (přísl. Malý Vestec, Havransko, 522 obyvatel) byly v roce 1932 evidovány tyto živnosti a obchody: 4 hostince, kovář, krejčí, obuvník, 3 obchody se smíšeným zbožím, tesařský mistr, 2 trafiky, velkostatek.

## Obyvatelstvo
| Rok            | 1869 | 1880 | 1890 | 1900 | 1910 | 1921 | 1930 | 1950 | 1961 | 1970 | 1980 | 1991 | 2001 | 2011 | 2021 |
| -------------- | ---- | ---- | ---- | ---- | ---- | ---- | ---- | ---- | ---- | ---- | ---- | ---- | ---- | ---- | ---- |
| Počet obyvatel | 440  | 531  | 601  | 571  | 606  | 552  | 572  | 396  | 433  | 386  | 343  | 314  | 310  | 300  | 320  |
| Počet domů     | 56   | 73   | 76   | 77   | 89   | 95   | 117  | 133  | 122  | 116  | 103  | 131  | 131  | 131  | 142  |

## Obecní správa

### Územněsprávní začlenění
Dějiny územněsprávního začleňování zahrnují období od roku 1850 do současnosti. V chronologickém přehledu je uvedena územně administrativní příslušnost obce v roce, kdy ke změně došlo:
- 1850 země česká, kraj Jičín, politický i soudní okres Nymburk[7]
- 1855 země česká, kraj Mladá Boleslav, soudní okres Nymburk
- 1868 země česká, politický okres Poděbrady, soudní okres Nymburk
- 1936 země česká, politický i soudní okres Nymburk[8]
- 1939 země česká, Oberlandrat Kolín, politický i soudní okres Nymburk[9]
- 1942 země česká, Oberlandrat Hradec Králové, politický i soudní okres Nymburk[10]
- 1945 země česká, správní i soudní okres Nymburk[11]
- 1949 Pražský kraj, okres Nymburk[12]
- 1960 Středočeský kraj, okres Nymburk
- 2003 Středočeský kraj, okres Nymburk, obec s rozšířenou působností Nymburk

### Obecní symboly
Znak a vlajka byly obci uděleny rozhodnutím předsedy Poslanecké sněmovny Parlamentu České republiky dne 15. dubna 2010.

## Doprava
Dopravní síť
- Pozemní komunikace – Obcí prochází silnice II/329 Pečky – Poděbrady – Netřebice – Křinec.

- Železnice – Železniční trať ani stanice na území obce nejsou. Nejblíže obci je železniční stanice Křinec ve vzdálenosti tři kilometry ležící na trati 061 vedoucí z Nymburka do Jičína a na trati 062 do Chlumce nad Cidlinou.

Veřejná doprava 2025
- Autobusová doprava – V obci měla zastávku autobusová linka 674 v trase Nymburk, hl. nádr. - Budiměřice - Křečkov - (Netřebice) - Vestec - Křinec, nám. - Žitovlice - Košík - Rožďalovice, nám.

## Pamětihodnosti
Jižně od vesnice se u dvora Havransko dochovaly nepatrné zbytky hradiště Havraň ze 12. století. Na jeho ploše později vznikla také tvrz. Pozůstatky obou staveb z větší části zanikly ve druhé polovině 19. století.

## Galerie

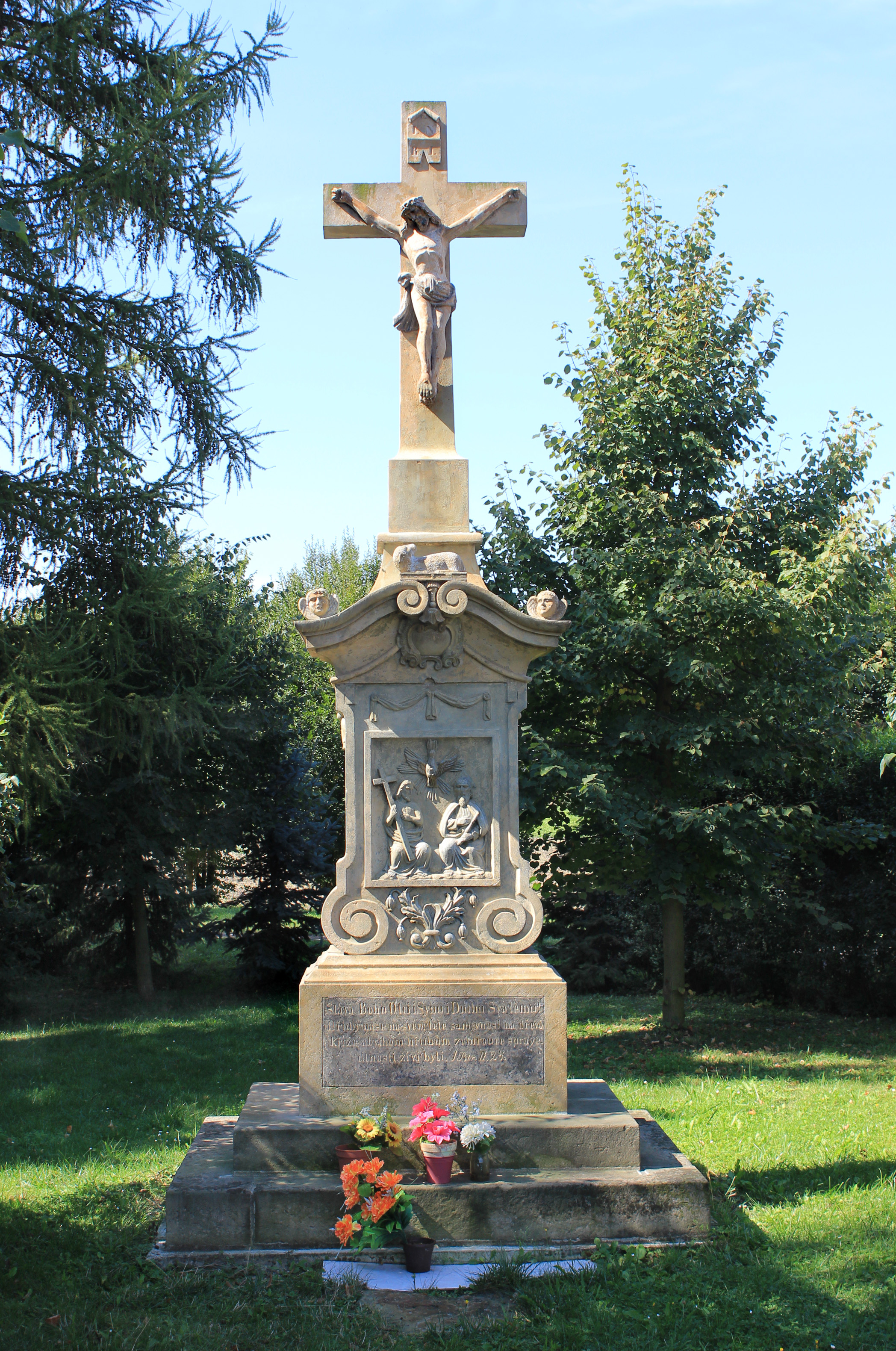
Křížek u hlavní silnice
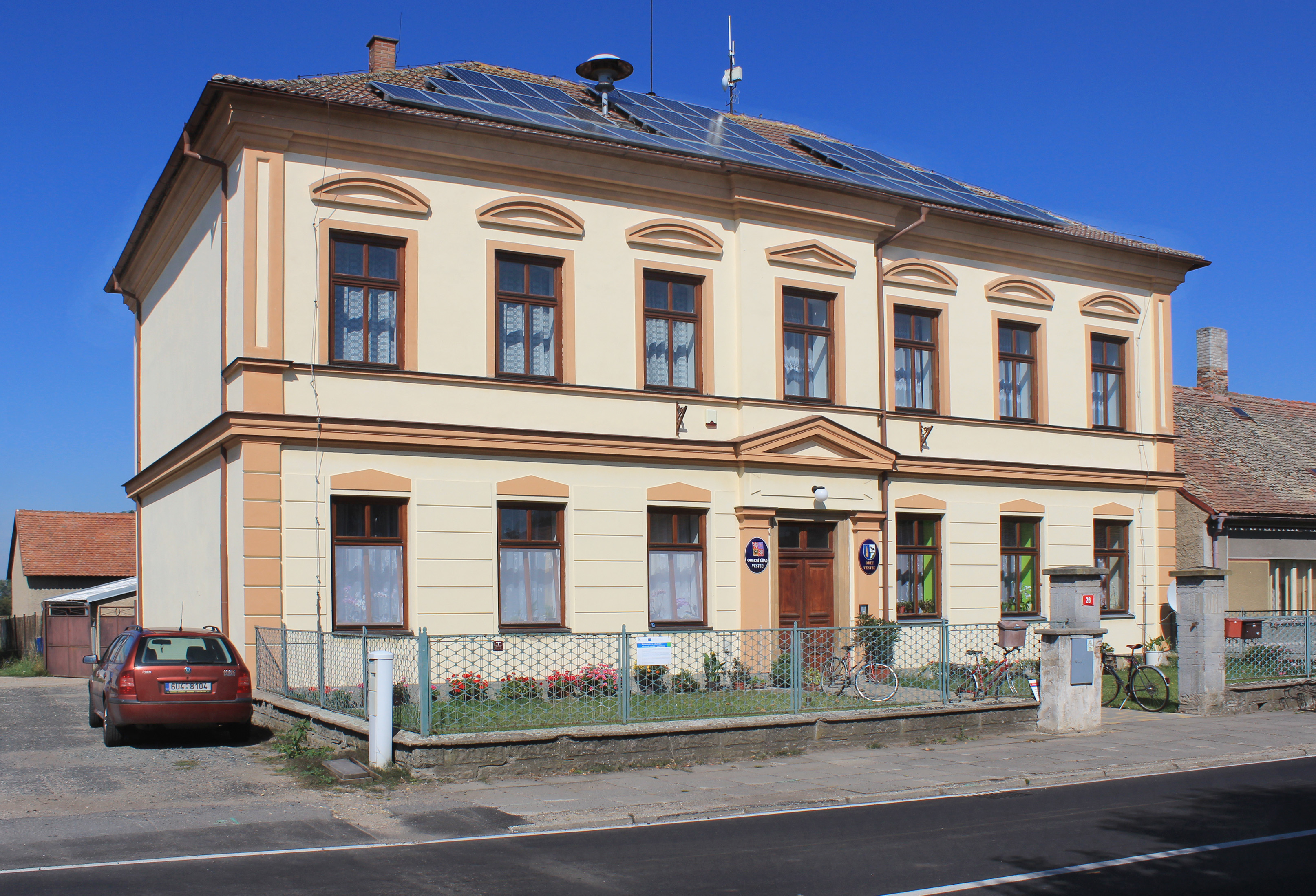
Obecní úřad
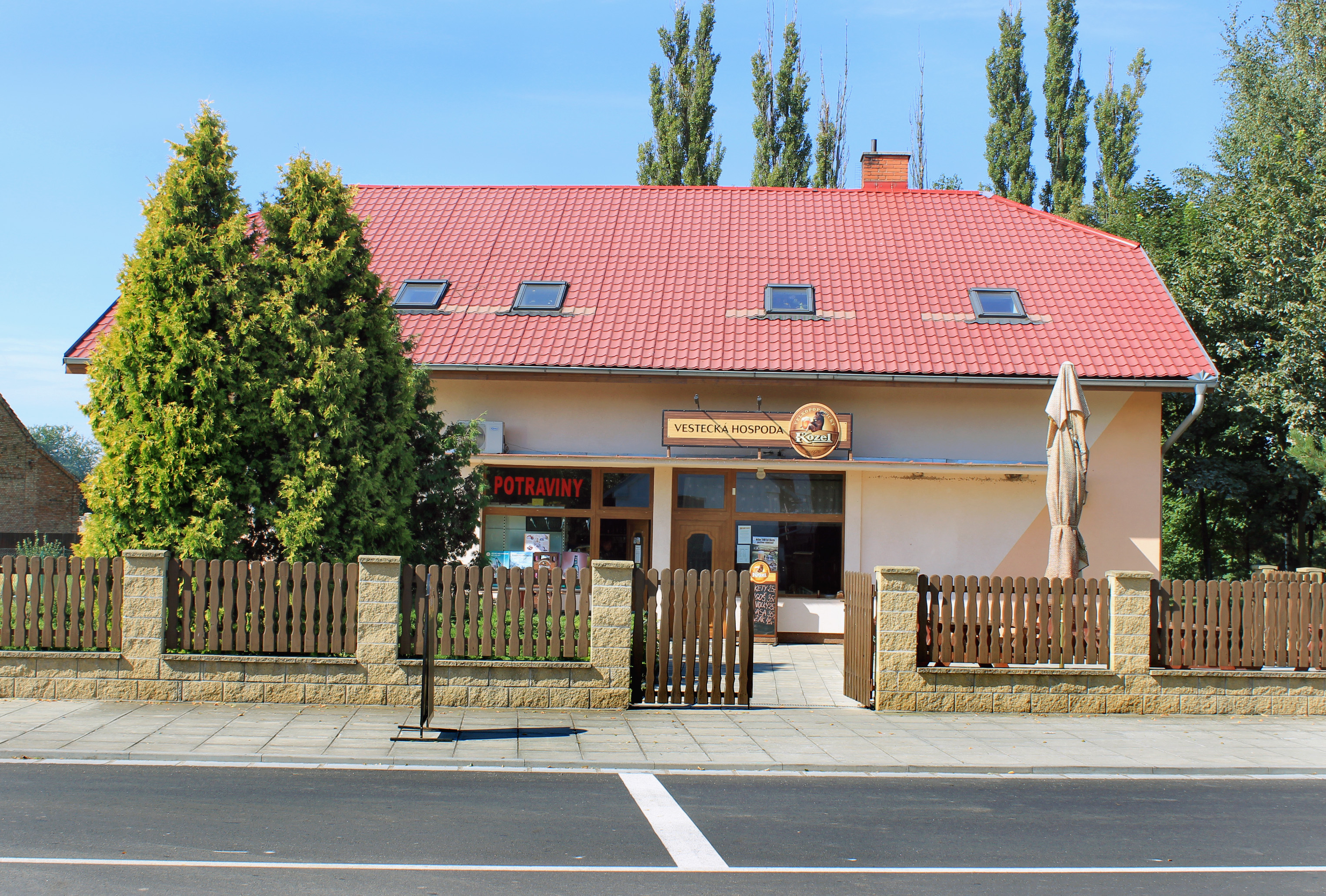
Prodejna a hospoda